# Asilus scutellatus
Asilus scutellatus là một loài ruồi trong họ Asilidae. Asilus scutellatus được Macquart miêu tả năm 1834. Loài này phân bố ở vùng nhiệt đới châu Phi.